# Српске избеглице у Првом светском рату (књига)
Српске избеглице у Првом светском рату: (1914−1921) је стручна монографија ауторке Душице Бојић, објављена 2007. године у издању Завода за уџбенике из Београда.

## Аутор
Душица Бојић (Лесковац, 6. август 1963) српски је доктор историјских наука, музејски саветник и научни сарадник, директорка Историјског музеја Србије. Аутор је и коаутор многих изложби, монографија и издања Историјског музеја Србије. У Историјском музеју је запослена од 1997. године на пословима кустоса, 2014. године постављена је за в.д. директора, а од фебруара 2015. године за директора.

## О књизи
Књига Српске избеглице у Првом светском рату: (1914−1921) је приказ српског избеглиштва у Првом светском рату где је ауторка пошла од питања везаних за демографију као науку која се бави изучавањем становништва и његовог премештања.
Прецизно је разграничила термине као што су:
- сеобе - код Срба најмасовније Прва и Друга велика сеоба 1690. и 1739. где представљају најтрагичнији процес у коме се делови једног народа однарођују, губе веру, културну традицију, језик и порекло,
- метанастазичка кретања - обухватају миграциона кретања из економских и других узрока (динарска из Црне Горе, Херцеговине, Рашке и Старе Србије углавном ка централној Србији, Војводини и Славонији, затим косовско – метохијска и призренска, у правцу централне Србије и Војводине, вардарска из Македоније ка Србији, као и новијег датума тимочко – браничевска према Поморављу и околини Београда),
- емиграција - је новији термин који означава добровољно или присилно исељавање: у енциклопедијама се везује за енглеске пуританце и квекере, француске хугеноте у 16. и 17. веку, француско племство после револуције 1789, затим Пољаке, Мађаре и Јевреје, као и руску емиграцију после Октобарске револуције, али се нигде, чак и у српским и југословенским енциклопедијама не помињу српски емигранти који у другој половини 20. века достижу бројку од преко 3, 5 милиона),
- миграција - која представља карактеристичну друштвену појава од 17. века до 21. где се смер кретања назива миграциона струја. Настаје као последица економских, друштвених и политичких узрока, ратова и природног прираштаја,
- избеглице - модеран термин који се користи од почетка 20. века, у највећем броју избеглице су она лица која напуштају своју земљу услед ратних дејстава. Овај појам је ужи по свом значењу од појма емигранта.